# Australobius palnis
Australobius palnis är en mångfotingart som först beskrevs av J.R. Eason 1973.  Australobius palnis ingår i släktet Australobius och familjen stenkrypare.
Artens utbredningsområde är Sri Lanka. Inga underarter finns listade i Catalogue of Life.